# Altstädtisches Rathaus (Brandenburg an der Havel)

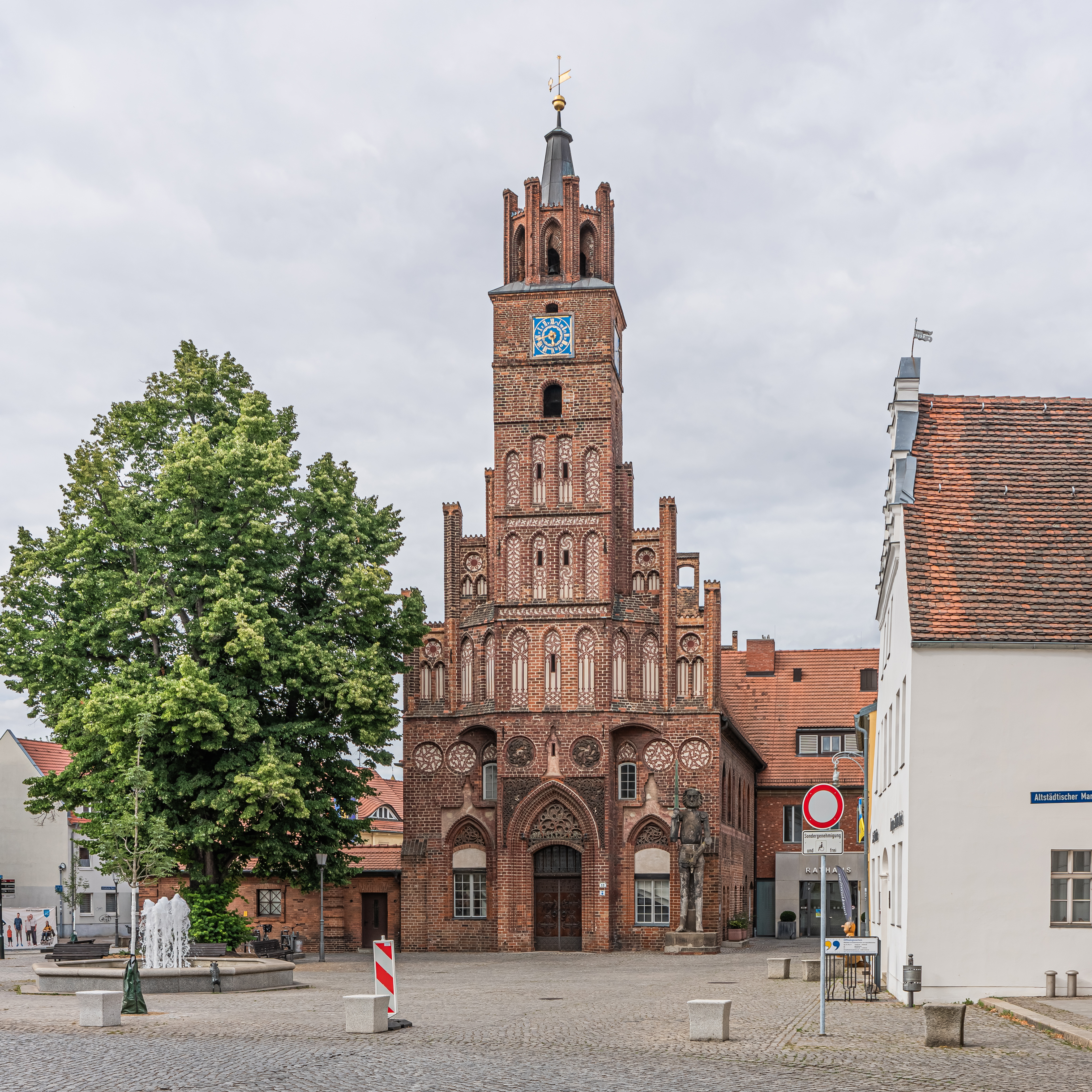
Vorderseite des Altstädtischen Rathauses in Brandenburg mit Roland

Das Altstädtische Rathaus in der Stadt Brandenburg an der Havel ist als Rathaus herausragendes Baudenkmal und Beispiel spätmittelalterlicher Backsteingotik.

## Geschichte

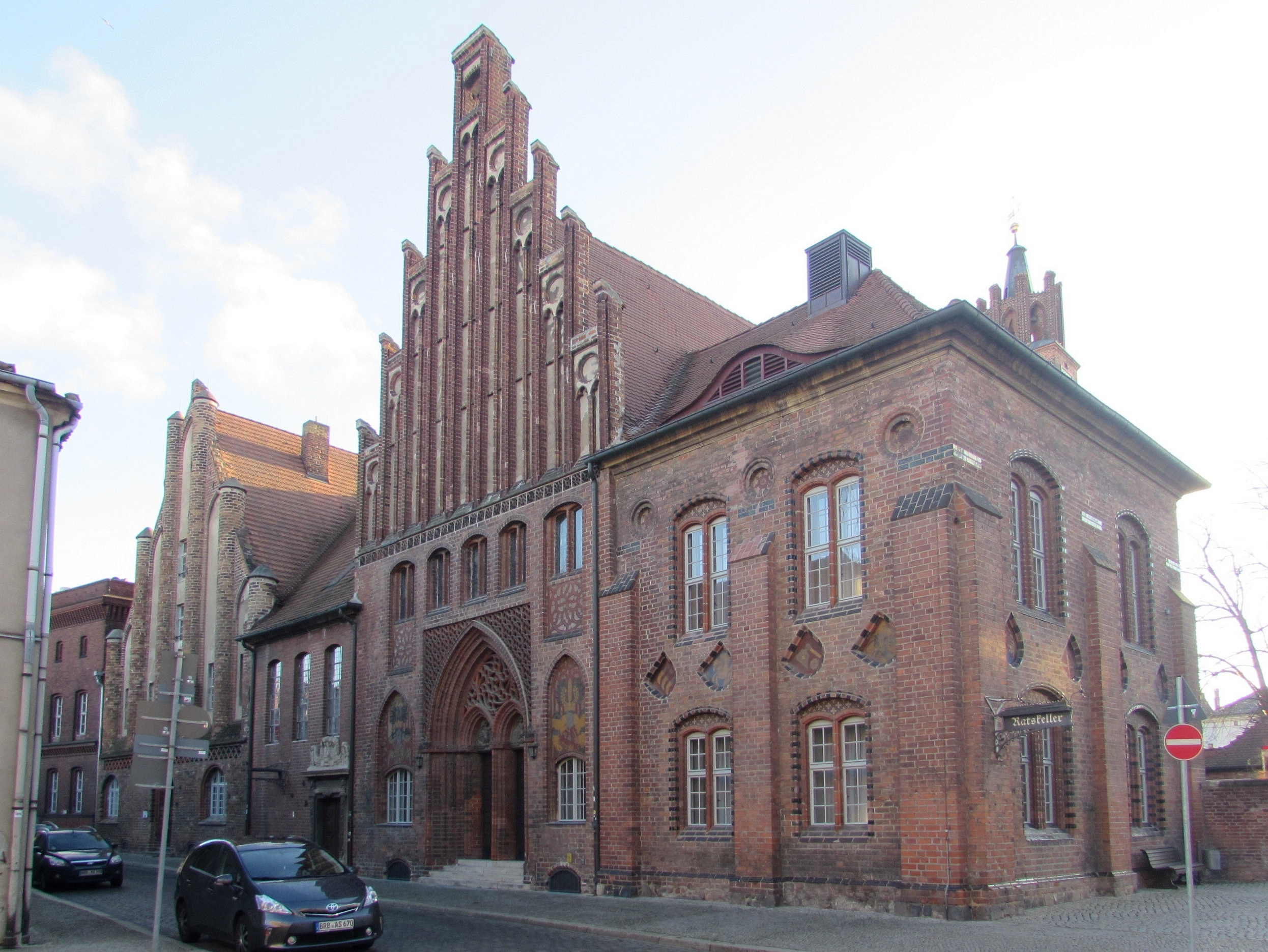
Rückseite des Rathauses in der Schusterstraße, rechts der älteste Bauteil mit den Rats- und Schreibstuben (Bauteil mit den Wappenblenden), mittig mit eindrucksvollem Stufengiebel der Ersatzbau, links giebelständig das nach Umbau 1911/12 baulich verbundene Ordonnanzhaus

Ein erster Rathausbau von Altstadt befand sich bereits ab etwa 1290 am Altstädtischen Markt. Dieser Vorgängerbau bestand aus einem gemauerten Keller und Halle in Holzbauweise. An diesen Bau wurde etwa 1430 ein noch erhaltener zweistöckiger Anbau mit Gewölbe und auffälligen Kreis- und Wappenblenden, die Rats- und Schreibstuben angefügt.
Um das Jahr 1468 wurde der alte Holzbau ersetzt. Der Baumeister des roten Backsteinbaus ist unbekannt. Jedoch weiß man, dass dieser auch in anderen Städten tätig war. Insbesondere die Kapelle der Burg Ziesar und St. Stephan in Tangermünde weisen erhebliche Ähnlichkeiten auf. Jedoch ist die Tätigkeit der Bauhütte auch in Stendal und Wolmirstedt nachgewiesen. Aller Wahrscheinlichkeit nach wurde das Rathaus von Süden nach Norden errichtet, was sich aus der filigraneren Gestaltung der Nordfassade ergibt. Die Anlage des halbeingezogenen Turmes ist eine Besonderheit des Rathauses. Dabei dürfte das Vorbild hierfür in den Belfrieden in Belgien und den Niederlanden liegen. Dafür sprechen auch die engen Handelskontakte im 15. Jahrhundert, die die Hansestadt Brandenburg mit Brügge hatte. Ehemals war der Turm um zwei Geschosse niedriger und war mit einem Pyramidendach gedeckt. Der zweistöckige Ersatzbau verfügte im unteren Geschoss ursprünglich über eine dreischiffige Kaufhalle. Im Obergeschoss befand sich der Ratssaal. Weitere Einrichtungen im Bauwerk waren das städtische Gefängnis, die Gerichtslaube, Archiv und Waffenkammer. Schon früh verfügte der Rathausturm über eine Uhr und ein Glockenspiel.
Als 1715 die Stadtverwaltungen der bis dahin (teil-)selbstständigen Städte Altstadt und Neustadt vereinigt wurden, entschied man sich, dafür das Neustädtische Rathaus als Sitz zu nutzen. Für das Altstädtische Rathaus bedeutete das zunächst Leerstand und Verfall. 1753 wurde das Gebäude für die Nutzung durch eine Barchentmanufaktur umgebaut. In dieser Zeit wurden erhebliche Veränderungen an dem Bauwerk vorgenommen. Beispielsweise wurde das mittelalterliche Maßwerk mit weißem Putz überdeckt und eine Sonnenuhr im ersten Turmgeschoss angebracht. Als solches bestand eine Verwendung bis 1803. Weiterhin war das Rathaus bis 1819 Warenlager, Kaufhalle und Kornmagazin. Anschließend zog das Landes- und Stadtgericht in das Haus. 1826 wurden dem Turm zwei zusätzliche Geschosse hinzugefügt, ebenso wie der heutige Turmabschluss, der auf einem Entwurf Karl Friedrich Schinkels beruht.
Als Gerichtsgebäude wurde es bis 1863 genutzt. Nachfolgender Nutzer war die preußische Armee. Die örtliche Garnison hatte Kleiderkammern und Arrestzellen untergebracht. Das Gebäude verfiel und musste schließlich 1904 wegen Baufälligkeit geräumt und gesperrt werden. Um einen drohenden Abriss zu verhindern, kaufte 1910 die Stadt das Altstädtische Rathaus zurück und sanierte und restaurierte es in den folgenden beiden Jahren umfassend. Hierbei wurde ein Verbindungsgebäude zum Ordonnanzhaus geschaffen und der weiße Putz wurde wieder von den Fassaden entfernt. Ab diesem Zeitpunkt nutzt die Stadt Brandenburg das Gebäude als Festsaal und im Untergeschoss wurde der Ratskeller als Gaststätte eingerichtet.
Nachdem im Zweiten Weltkrieg das Neustädtische Rathaus zerstört worden war, wurde 1946 der Roland vor das Altstädtische Rathaus umgesetzt. In der Folge wurde der alte Ratssaal für Sitzungen der Stadtverordnetenversammlung genutzt, die eigentliche Stadtverwaltung saß jedoch in anderen Gebäuden in der Stadt. 2006 bis 2007 erfolgte ein abermaliger umfangreicher Umbau und eine Sanierung und Restaurierung, in deren Folge das Rathaus gemeinsam mit dem Ordonnanzhaus nach drei Jahrhunderten wieder zum zentralen Sitz der Verwaltung der Stadt wurde. Seither hat beispielsweise der Oberbürgermeister seinen Sitz im Haus.

## Baubeschreibung
Bei dem heutigen Rathaus handelt es sich um ein Bauwerk in Nord-Süd-Ausrichtung, auf einem Grundriss von 33,8 zu 11,5 Metern. Die nördliche Fassade ist aufgrund des älteren Bauwerks von 1530 um 8,5 Meter breiter. Sie wird im Bereich des Erdgeschosses von einem Stufenportal mit zwei Türen geprägt, in deren Tympanon sich zwei Medaillons mit menschlichen Köpfen zeigen. Der Staffelgiebel wird durch neun spitzbogige Blenden gegliedert und jeweils von einer runden Blende bekrönt.
Die Ost- und Westfassade sind schlichter gestaltet und sind durch die spitzbogigen Fenster akzentuiert sowie von jeweils zwei horizontal verlaufenden Friesen. Auf der Südseite befindet sich ebenfalls ein Staffelgiebel, der jedoch in der Mitte von einem halbeingezogenen Turm durchbrochen wird. In dessen Erdgeschoss befindet sich abermals ein Stufenportal mit Maßwerkschmuck im Bogenfeld. Darüber erscheint eine kreuzförmige Aussparung in der Wand, deren Zweck noch nicht genau bestimmt werden konnte. Wahrscheinlich war sie dafür da, um Platz für eine Kreuzblume zu schaffen. Der Turm ist durch jeweils vier Blenden pro Geschoss gegliedert und endet in einem Laternenabschluss, an dessen Spitze sich ein Wetterhahn befindet.

## Roland

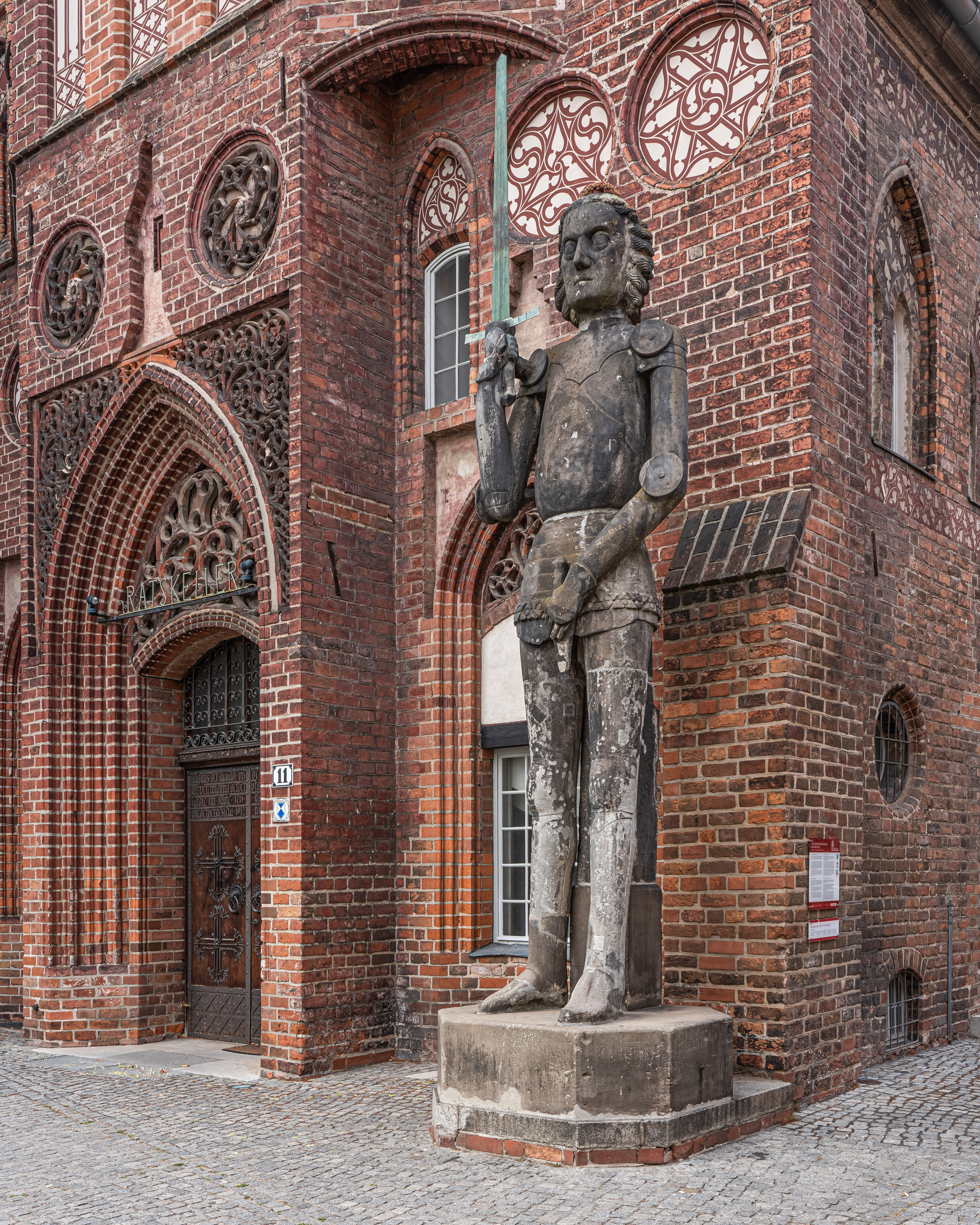
Brandenburger Roland

Die Rolandsfigur geht auf den aus dem Rolandslied bekannten mittelalterlichen Volkshelden Hruotland zurück, der als treuer Vasall Karls des Großen bei einem Rückzugsgefecht 778 fiel. Die Figur war in mittelalterlichen Städten ein Symbol rechtlicher Selbstständig- beziehungsweise Unabhängigkeit von Kirche und Adel, für die Freiheit des Bürgertums.
Seit 1402 ist eine Rolandsfigur in der Neustadt Brandenburg überliefert. Der vor dem Altstädtischen Rathaus stehende Roland wurde 1474 aus Sandstein geschaffen. Er hat eine Höhe von 5,33 Meter, verfügt über eine Plattenrüstung und ein Schwert in seiner rechten Hand, welches senkrecht in die Höhe gehalten ist. Die linke Hand ist am Dolch. Eine Kopie befindet sich vor dem Märkischen Museum Berlin.
In einer kleinen Mulde auf dem Kopf wurde Donnerkraut gepflanzt, welches die Figur nach einem Aberglauben vor Blitzschlag schützen sollte.
Dieser Roland stand ursprünglich auf dem Neustädtischen Markt. Da dieser Marktplatz jedoch als Exerzierplatz genutzt wurde und die Figur die Soldaten bei ihren Übungen behinderte, gab König Friedrich Wilhelm I. 1716 die Genehmigung, den Roland unmittelbar vor das Neustädtische Rathaus umzusetzen. 1941 wurde der Roland aufgrund des Krieges zum Schutz demontiert und im Keller einer Scheune auf dem Rieselgut Wendgräben eingelagert. Das Rathaus in der Neustadt wurde nach Bombentreffern vollständig zerstört und anschließend abgetragen, worauf der Brandenburger Roland vor das Altstädtische Rathaus gestellt wurde.

## Ratssaal

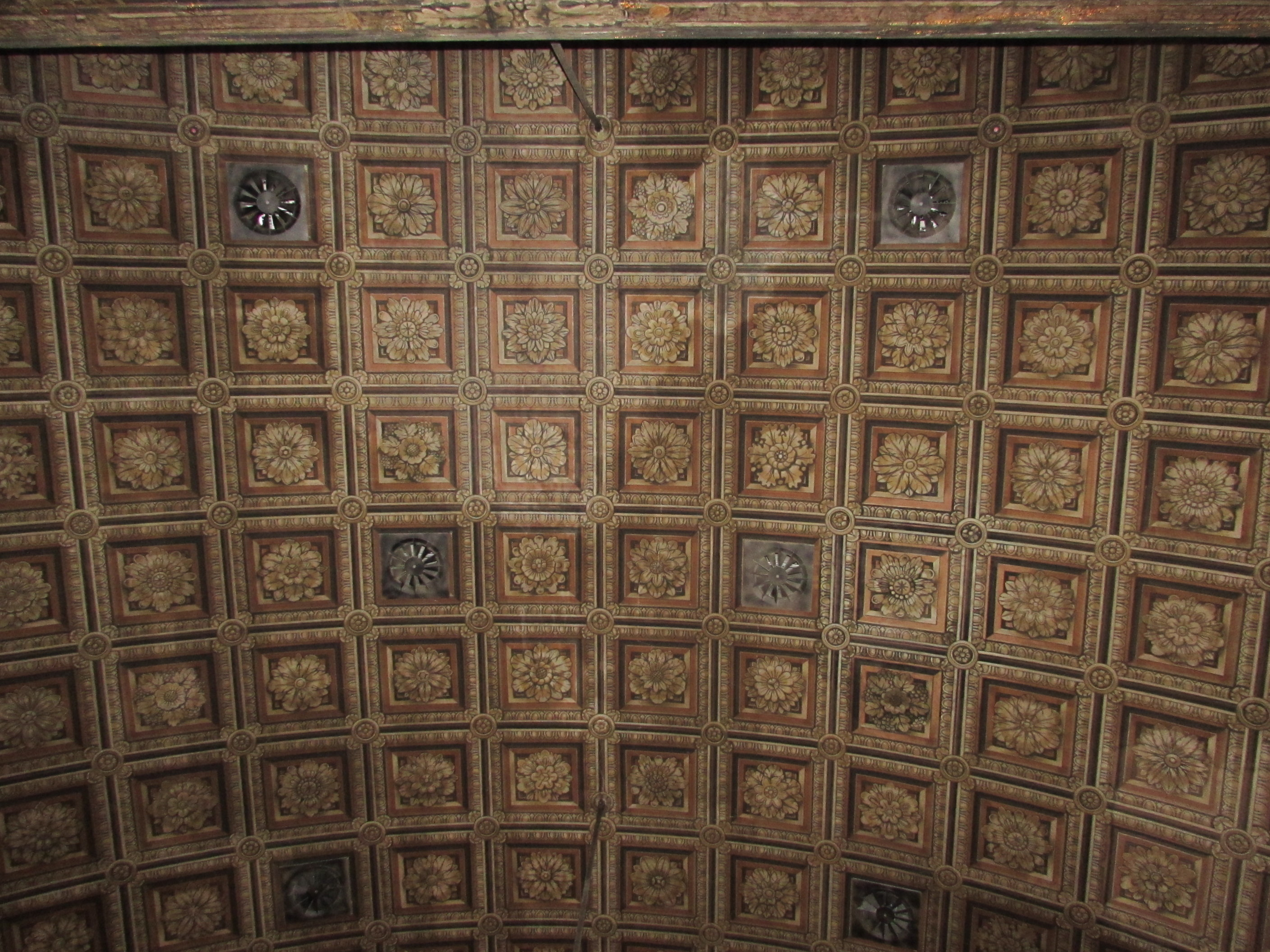
Kassettendecke im Ratssaal

Der mittelalterliche Ratssaal diente außer für Ratssitzungen für Huldigungen an den Landesherren, Empfänge und Feierlichkeiten der Patrizier. Anhand von Befunden, die sich während der umfangreichen Sanierungsarbeiten im frühen 21. Jahrhundert ergaben, wird angenommen, dass sich Gestühl an der Stirnseite des Saals und ein Ehrensitz an der Längsseite befand. Im Verhältnis zu den Bedingungen im 21. Jahrhundert lag der Fußboden etwa 0,8 Meter höher.
Der große Festsaal in seiner Form ist Ergebnis der umfangreichen Umbaumaßnahmen im zweiten Jahrzehnt des 20. Jahrhunderts. Bis zu dieser Zeit war der Raum flach gedeckt, wurde dann aber durch ein hölzernes Tonnengewölbe in den Dachraum erhöht. Auf dieses Tonnengewölbe wurde eine hölzerne Kassettendecke mit Malerei angebracht. Diese wurde 1962 durch eine Unterdecke abgedeckt und im Rahmen der Sanierungen im 21. Jahrhundert. wieder freigelegt. Wandmalereien wurden nach 1918 entfernt. Fenster mit Bleiverglasungen zeigen mittelalterliche Wappen von brandenburgischen Städten. Der Parkettfußboden wurde 2006 anhand eines erhaltenen Restes rekonstruiert.

## Galerie

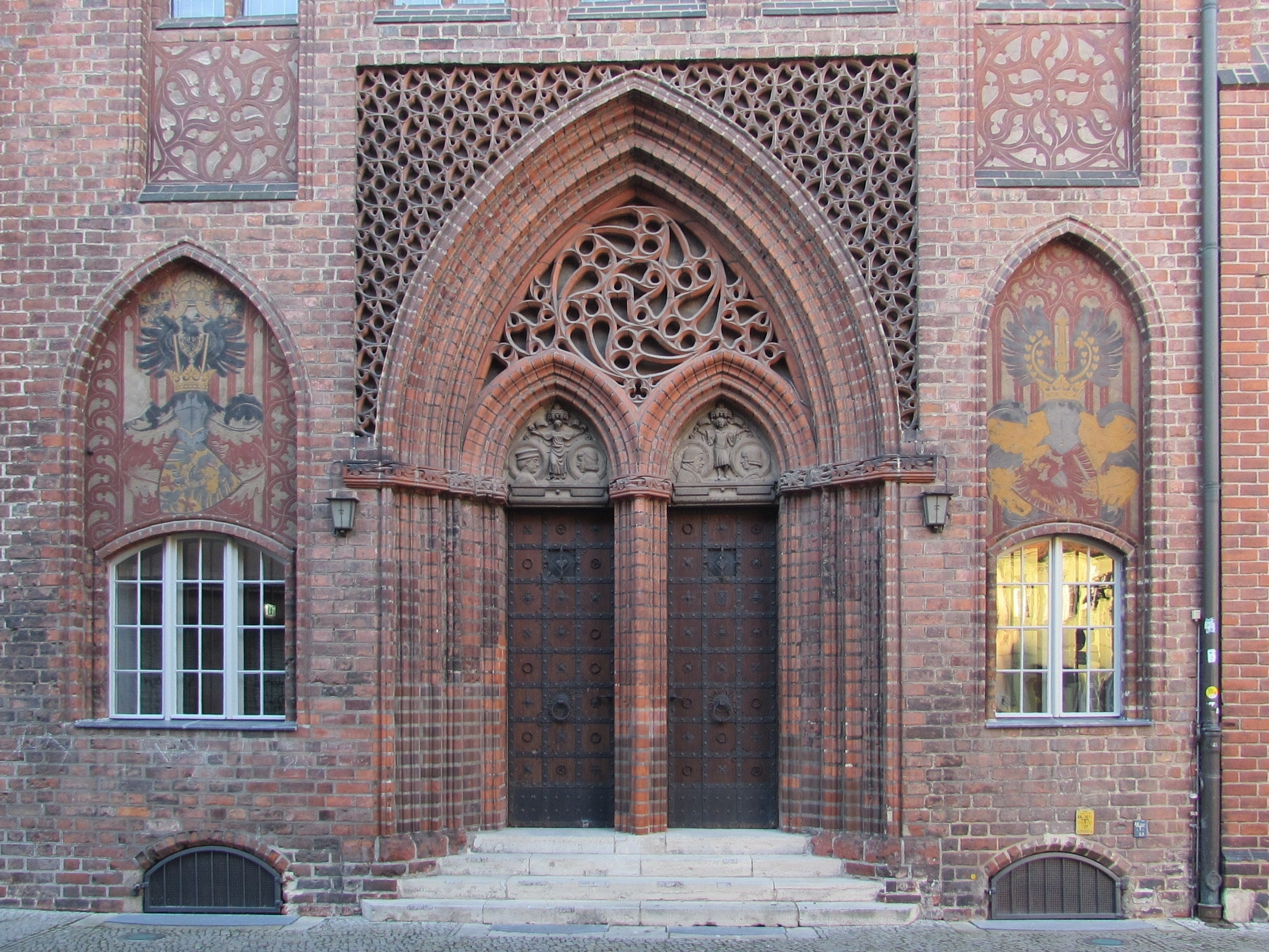
Portal Rückseite
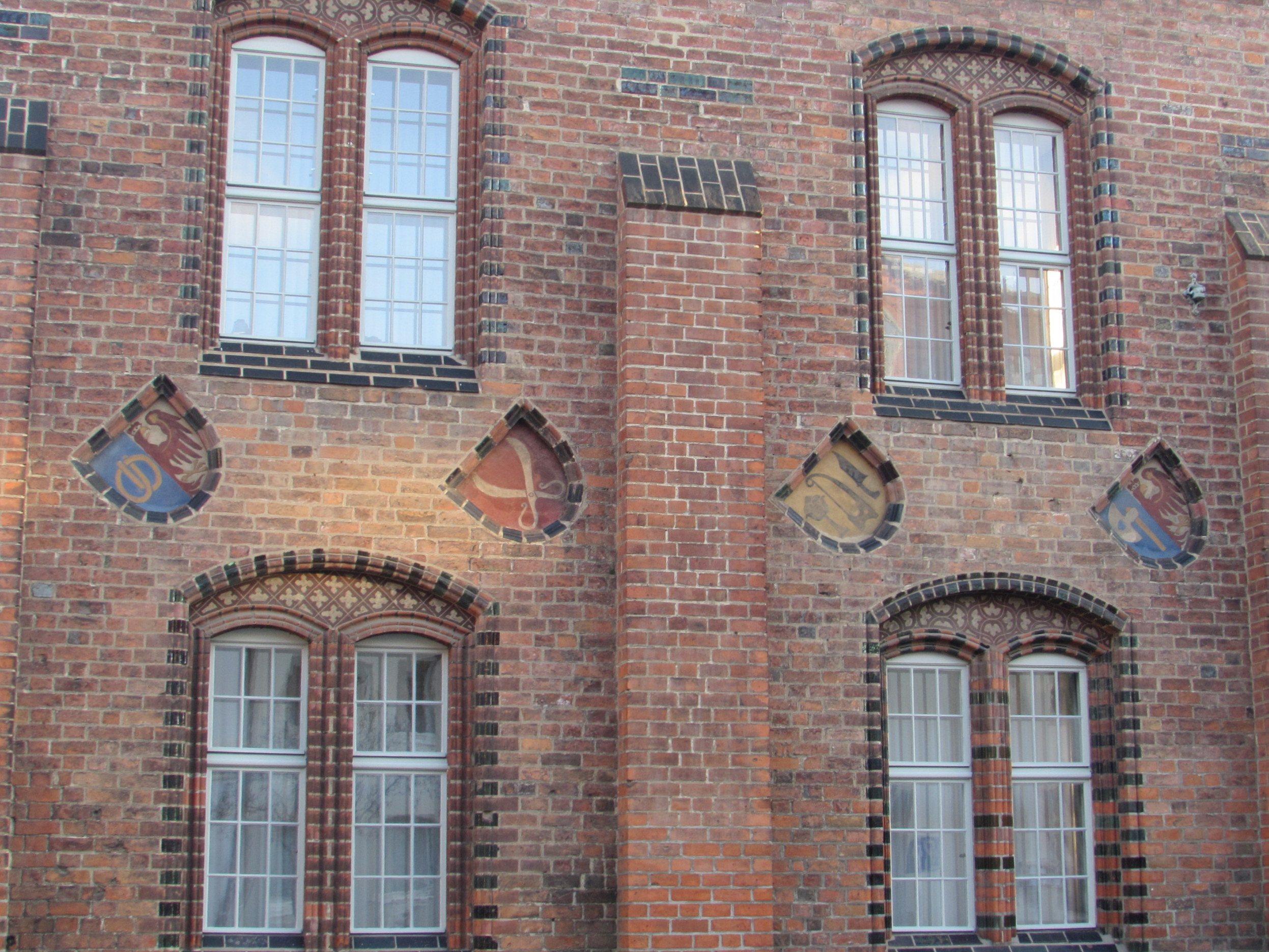
Seitenwand mit Wappenblenden der Zünfte
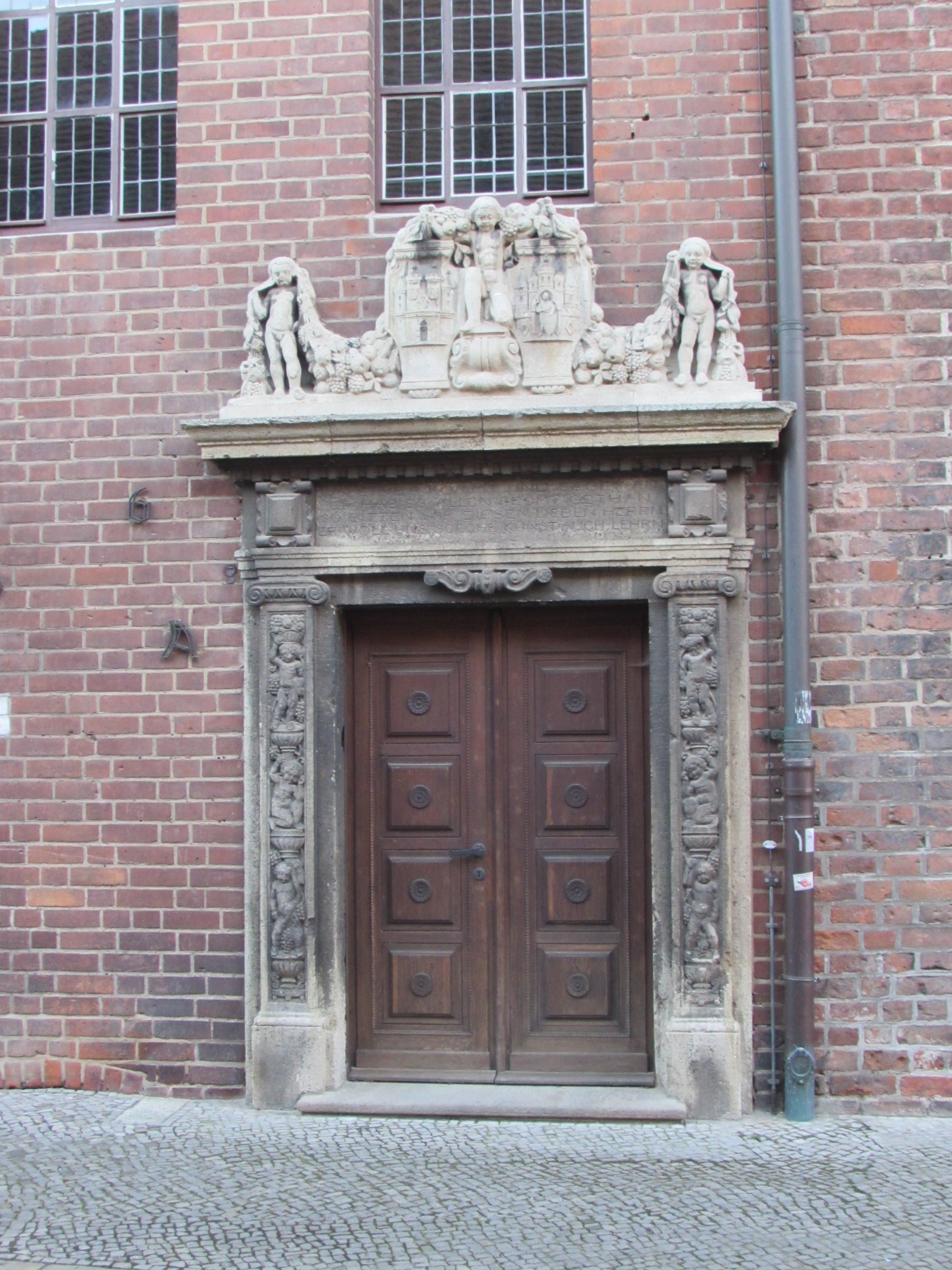
Zweites Portal Rückseite
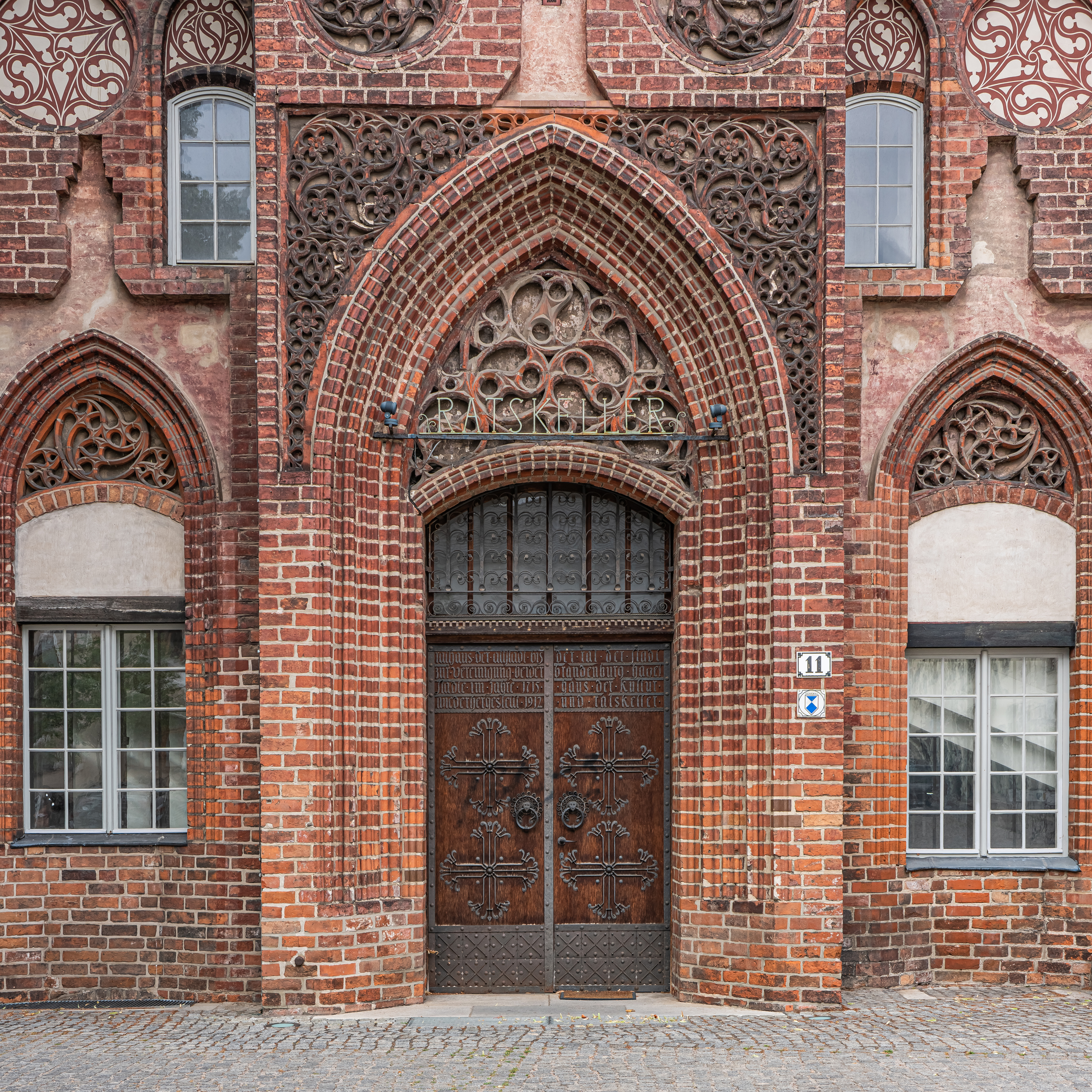
Hauptportal
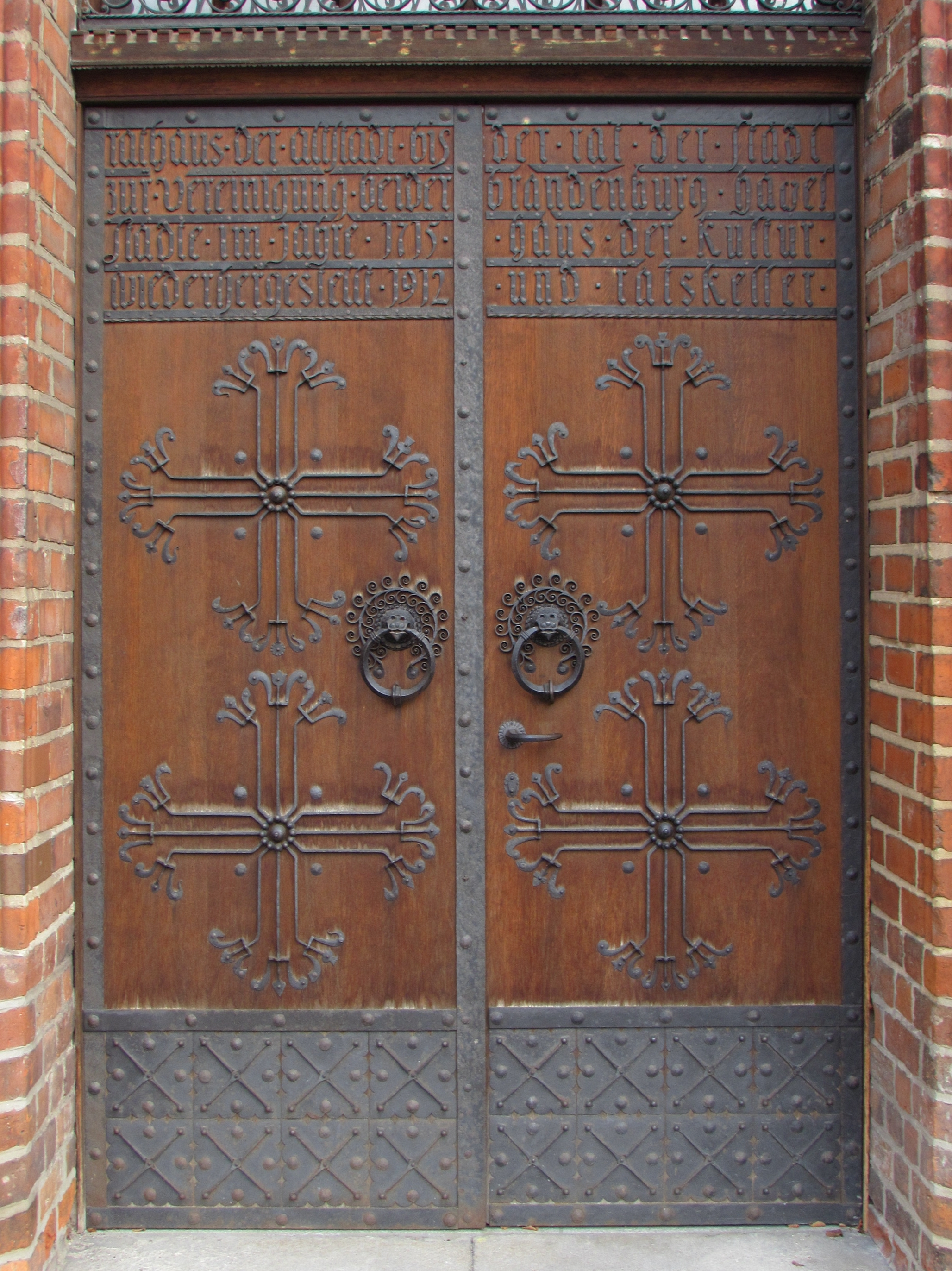
Rathaustür mit Eisenbeschlägen